# Lista bătăliilor antice
În această listă sunt enumerate bătăliile care au avut loc în antichitate.

## Cronologie

### 1500 î.Hr. - 500 î.Hr.
| Anul                  | Locul bătăliei                                        | Rezumatul bătăliei |
| --------------------- | ----------------------------------------------------- | --- |
| 1469 î.Hr.            | Meghido                                               | Forțele egiptene, conduse de Tutmes al III-lea pun pe fugă forțele canaanite conduse de regele din Qadesh. |
| 1274 î.Hr.            | Kadesh                                                | Bătălia de la Kadesh (de asemenea, Qadesh) a avut loc între forțele Imperiului egiptean sub Ramses al II-lea și Imperiul Hitit condus de Muwatalli al II-lea în orașul Kadesh pe râul Orontes, pe teritoriul actual al Siriei. Lupta este, în general, datată la 1274 î.Hr., și este prima, din punct de vedere istoric, căreia i se cunoaște desfășurarea tactică. Acesta a fost, probabil, bătălia cu cele mai multe care de luptă, implicând probabil 5.000-6.000 de care. Lupta s-a încheiat indecis. |
| 1269 î.Hr.            | Dapur                                                 | Forțele egiptene conduse de Ramses asediază cetatea Dapur |
| 1184 î.Hr.            | Troia                                                 | Cetatea Troiei este distrusă după 10 ani de război |
| c. 1100 î.Hr.         | Muntele Gilboa                                        | Forțele israeliene conduse de regele Saul luptă împotriva filistenilor. Saul și fiul său Ionathan sunt uciși |
| 1046 î.Hr.            | Muye                                                  | Forțele Dinastiei Zhou înving forțele Dinastiei Shang |
| 925 î.Hr.             | Lacurile Mari                                         | Shoshenq I al Egiptului surprinde incursiunea beduinilor pe plaja Lacurilor Mari |
| 925 î.Hr.             | Jefuirea Ierusalimului                                | Egiptenii capturează și jefuiesc Ierusalimul |
| 853 î.Hr.             | Karkar                                                | Shalmaneser III înfruntă o alianță militară formată din regele Damascului, Tyr și Liban |
| 736 î.Hr.             | Messenia                                              | |
| 722 î.Hr.             | Samaria                                               | |
| 733 î.Hr.             | Gezer                                                 | Tiglath-Pilesser III preia Gezer |
| 707 î.Hr.             | Ruge                                                  | Huan de Zhou este învins de generalul Zheng, Zhu Dan, când a lansat o campanie împotriva regatului Zheng |
| 693 î.Hr.             | Raul Diyala                                           | Sennacherib îi învinge pe elamiți în sudul Persiei, conduși de Mushezib-Marduk |
| 691 î.Hr.             | Halule                                                | Sennacherib luptă cu forțele rebele, compuse din babilonieni, caldeeni, elamiți și arameni și triburile Zagros. Rezultatul bătăliei este indecis, însă asirienii au mari pierderi |
| 685 î.Hr.             | Deres                                                 | Aristomenes de Messenia luptă cu Sparta |
| 682 î.Hr.             | Great Foss                                            | Aristomenes, Androcles, Fidas și Aristocrates II în alianță cu Messenia și Arcadia sunt învinși decisiv de spartani |
| 669 î.Hr.             | Hysiae                                                | Argivii îi înving pe lacedemonieni |
| 652 î.Hr.             | Ulai                                                  | Asirienii îi înving pe elamiți |
| 647 î.Hr.             | Susa                                                  | Assurbanipal preia Susa de la regele Teuman de Elam |
| 635 î.Hr.             | Ashdod                                                | Faraonul Psamtik I din Egipt preia Ashdod de la asirieni după 29 ani de asediu |
| 632 î.Hr.             | Chengpu                                               | Ducele Wen de Jin îl învinge pe comandantul Chu Ziyu în cea mai mare bătălie din Perioada Primăverii și Toamnei |
| 616 î.Hr.             | Arrapha                                               | Babilonienii conduși de Nabopolassar îi înving pe asirieni |
| 614 î.Hr.             | Assur                                                 | Nabopolassar al Babilonului și Cyaxares al mezilor capturează și distrug capitala asiriană |
| 612 î.Hr.             | Ninive                                                | Mezii și sciții jefuiesc orașul asirian Ninive |
| 609 î.Hr.             | Megiddo                                               | Faraonul Necho II, îl învinge și îl ucide pe regele Regatului Iuda, Josiah |
| 608 î.Hr.             | Harran                                                | Nabopolassar preia orașul asirian Harran |
| 605 î.Hr.             | Carchemiș                                             | Regele Babilonului, Nebuchadrezzar II, îl învinge pe faraonul Necho II |
| 605 i.hr.             | Hama                                                  | După bătălie, Nabucodonosor impune regele-marionetă la conducerea Ierusalimului, pe Jehoiakim. |
| 597 î.Hr. - 587 î.Hr. | Ierusalim                                             | Babilonienii asediază și distrug orașul și Marele Templu. Evreii sunt luați în captivitate. |
| 597 î.Hr              | Bătălia de la Bi ( chineză : 邲之战 ; : BI Zhi Zhan ) | A fost purtată în China antică, între statele Chǔ și Jin. |
| 589 î.Hr              | Bătălia de la An ( chineza : 鞍之战 : un Zhi Zhan )   | A avut loc în perioada de primăvară și toamnă, în 589 î.Hr., la Hua Hill, în zona orașului de astăzi, Jinan, Shandong dintre statele Qi și Jin. Acesta s-a încheiat cu o victorie pentru statul Jin și în cele din urmă a dus la o alianță între cele două state. |
| 585 î.Hr              | Halys                                                 | Bătălia de la Halys, de asemenea, cunoscută sub numele de Bătălia Eclipsei, a avut loc lângă râul Halys (azi Kızılırmak, Turcia), la 28 mai, 585 î.Hr. dintre mezi și lidieni. Era bătălia finală a unui război de cinci ani între Alyattes al II-lea al Lidiei și Cyaxares ale Mezilor. Conform scrierilor lui Herodot, lupta s-a încheiat brusc din cauza unei eclipse totale de soare, eclipsă care a fost percepută ca un semn, care indică faptul că zeii au vrut ca lupta să se oprească. Un armistițiu a fost încheiat în grabă. Ca parte a termenilor acordului, Aryenis, fiica lui Alyattes, a fost căsătorită cu fiul lui Cyaxares, Astyages, iar bazinele Halys au fost declarate ca zona de frontieră dintre cele două națiuni rivale. |
| 575 î.Hr.             | Yanling                                               | Bătălia de Yanling (chineză : 鄢陵之战) a fost purtat în 575 î.Hr. între statele Chu și Jin la Yanling în perioada de primăvară și de toamnă din China antică |
| 551 î.Hr.             | Frontiera persană                                     | Bătălia de la frontiera persană a fost dintre forțele mezilor și forțele perșilor. Deși nu este o victorie decisivă pentru Persia, ea a semnalat diminuarea puterii mezilor în sud-vestul Asiei. Acesta a fost prima luptă a lui Cambyses I și prima în care a luptat cu fiul său, Cyrus cel Mare. Prima bătălie importantă, care a durat două zile, a fost o încercare de a aduce libertatea Persiei. De asemenea, i-a determinat pe perși să se retragă spre sud. |
| 547 î.Hr.             | Pteria                                                | Bătălia de la Pteria (greacă: Πτερία). Forțele persane ale regelui Cyrus cel Mare a luptat cu forțele lidiene conduse de Cresus, forțându-l pe Cresus să se retragă înapoi spre vest, în regatul său. |
| 547 î.Hr.             | Thymbra                                               | Bătălia de Thymbra a fost bătălia decisivă în războiul dintre Cresus al Imperiului Lydiei împotriva lui Cyrus cel Mare, în primele luni ale anului 547 î.Hr.. Cyrus, care l-a urmărit pe Cresus în Lydia s-a întâlnit cu resturile armatei parțial desființată de Cresus, în bătălia de pe Câmpia de Nord din Sardes. Chiar dacă armata Cresus a fost consolidată cu mulți soldați noi, este complet învins de Cyrus, în ciuda inferiorității numerice. Acest lucru s-a dovedit decisiv, iar după 14 zile de la Asediul din Sardes, regele a fost înlăturat, iar Lydia a fost cucerită de către perși. |
| 546 î.Hr.             | Xanthos                                               | |
| 540 î.Hr.             | Alalia                                                | |
| 539 î.Hr.             | Babilon                                               | În 539 î.Hr. Cyrus a invadat Babilonia. O bătălie a avut loc la Opis, în luna iunie, unde babilonienii au fost învinși, și imediat după aceea cetatea Sippar s-a predat invadatorilor |
| 525 î.Hr.             | Pelusium                                              | Bătălia de la Pelusium a fost prima bătălie majoră între Imperiul Ahemenid și Egipt. Această bătălie decisivă a transferat tronul faraonilor la Cambyses al II-lea al Persiei, regele perșilor. Acesta a luptat lângă Pelusium în 525 î.Hr. Bătălia a fost precedată și urmată de asedii la Gaza și Memphis. Conform lui Herodot, perșii au adus pisici (animale sacre pentru egipteni) în prima linie, iar arcașii egipteni n-au îndrăznit să tragă vreo săgeată. |
| 509 î.Hr.-508 î.Hr.   | Roma                                                  | Potrivit mitului fondator roman, așa cum a fost retransmise de către Titus Livius, etruscii, conduși de regele Mezentius aliat cu regele Turnus din Rutuli, a atacat pe latinii și troienii exilați, conduși de Latinus și respectiv, Aeneas. Latinii și troienii au fost victorioși, deși Aeneas a fost ucis în luptă. Pacea a fost încheiată stabilindu-se ca râul Tibru să fie granița comună dintre etrusci și latini. |

### 500 î.Hr. - 1 î.Hr.
| Anul           | Locul bătăliei      | Rezumatul bătăliei |
| -------------- | ------------------- | --- |
| 498 î.Hr.      | Efes                | Victoria persană asupra Revoltei Ionice. |
| 497 î.Hr.      | Regillum            | Romanii îi înving pe etrusci și latini. |
| 494 î.Hr.      | Lade                | Perșii îi înving pe participanții la revolta Ionică. |
| 490 î.Hr.      | Marathon            | Atenienii la comanda lui Miltiades înving expediția persană condusă de Darius I al Persiei și Artaphernes. |
| 480 î.Hr.      | Termopile           | Perșii lui Xerxes îi înving pe spartanii conduși de regele Leonidas. |
| 480 î.Hr.      | Salamina            | Navele grecești aflate sub comanda lui Temistocle și Eurybiades înving flota persană în Golful Eleusis. |
| 479 î.Hr.      | Plateea             | Invazia persană asupra Greciei se încheie. Pausanias, comandantul spartan a armatei grecești, pune pe fugă armatele lui Mardonius. |
| 474 î.Hr.      | Cumae               | Forțele Siracuzei conduse de Hiero îi înving pe etrusci. Expansiunea etruscă se oprește în sudul Italiei. |
| 457 î.Hr.      | Oinophyta           | Atenienii îi înving pe tebani și preiau Beoția. |
| 425 î.Hr.      | Sphacteria          | Demostene și Cleon îi capturează pe spartani. |
| 415 î.Hr.      | Siracuza            | Expediția ateniană în Sicilia; Nicias și Demostene se confruntă cu anihilarea. |
| 410 î.Hr.      | Abydo               | Flota ateniană este distrusă de flota spartană |
| 405 î.Hr.      | Aigos Potamos       | Bătălia finală a războiului peloponesiac; Lysandros distruge flota ateniană, condusă de Conon și Philocles. |
| 396 î.Hr.      | Veii                | Romanii îi înving pe etrusci definitiv |
| 394 î.Hr.      | Coroneea            | Regele Agesilaus al II-lea din Sparta îi învinge pe tebani |
| 390 î.Hr.      | Allia               | Galii îi înving pe romani, Roma este jefuită de gali |
| 362 î.Hr.      | Maintineea          | Tebanii conduși de Epaminondas îi înving și pe atenieni și pe spartani, el însuși este ucis în luptă. Dominația tebană se încheie. |
| 338 î.Hr.      | Cheroneea           | Filip II al Macedoniei zdrobește forțele ateniene și tebane |
| 334 î.Hr.      | Granicus            | Alexandru cel Mare îi învinge pe perși în vestul Asiei Mici. |
| 333 î.Hr.      | Issos               | În nordul Siriei, Alexandru învinge marea armată persană condusă de Darius III. |
| 332 î.Hr.      | Tyr                 | Alexandru distruge Tyr-ul după un lung asediu |
| 331 î.Hr.      | Gaugamela           | În Mesopotamia, Alexandru îl învinge pe Darius în bătălia finală și cucerește Persia. |
| 327 î.Hr.      | Hydaspes            | Alexandru îl învinge pe Porus, regele Indiei. |
| 321 î.Hr.      | Furcile Caudine     | Romanii conduși de generalii Spurius Postumius și T. Verturius Calvinus sunt învinși de samniții conduși de Gaius Pontius. |
| 306 î.Hr.      | Salamina (Cipru)    | Demetrius I Poliorcetes învinge flota lui Menelaeus, fratele lui Ptolemeu I |
| 305 î.Hr.      | Rodos               | Seleucizii, ptolemeii și armata Rodosului resping asediul Heliopolisului antigonid (turn de asediu) a lui Demetrius I Poliorcetes. În cinstea victoriei și a zeului Helios, locuitorii orașului vor construi un colos                      |
| 295 î.Hr.      | Sentinum            | Romanii conduși de Fabius Rullianus și Publius Decimus Mus îi înving pe samniti, etrusci și pe aliații gali, forțându-i pe etrusci, gali și umbrieni să declare pace                                                                       |
| 280 î.Hr.      | Heracleea (Lucania) | Primul conflict dintre romani și greci, conduși de Pyrrhus din Epirus, care iese victorios |
| 279 î.Hr.      | Asculum             | Pyrrhus îi învinge din nou pe romani cu pierderi mari |
| 275 î.Hr.      | Beneventum          | Pyrrhus luptă cu romanii, însă în cele din urmă, se retrage din peninsula italică |
| 268 î.Hr.      | Milazzo             | |
| 262 î.Hr.      | Agrigente           | Forțele cartagineze conduse de Hannibal Gisco și Hanno sunt învinse de romani. Romanii încep să domine Sicilia |
| 260 î.Hr.      | Mylae               | Forța navală condusă de C. Duillius îi învinge pe cartaginezi, în vestul Mării Mediteranene |
| 256 î.Hr.      | Ecnomos             | Flota cartagineză condusă de Hamilcar și Hanno este zdrobită, care avea scopul să oprească invazia condusă de Marcus Atilius Regulus asupra Africii                                                                                        |
| 241 î.Hr.      | Aegate              | Romanii înving forțele navale definitiv. Primul Război Punic se încheie |
| 225 î.Hr.      | Telamon             | Romanii conduși de Aemilius Papus și Caius Atilius Regulus îi înving pe gali |
| 218 î.Hr.      | Ticinus             | Hannibal îi învinge pe romani sub Publius Cornelius Scipio cel bătrân într-o luptă de cavalerie mică. |
| 218 î.Hr.      | Trebia              | Hannibal îi învinge pe romani sub Tiberius Longus Sempronius, care a atacat prostește. |
| 217 î.Hr.      | Lacul Trasimene     | Într-o ambuscadă, Hannibal distruge armata romană a lui Gaius Flaminius, care este ucis. |
| 216 î.Hr.      | Cannae              | Hannibal distruge armata romană condusă de Lucius Aemilius Paulus și Publius Terentius Varro, în ceea ce este considerat a fi una dintre cele mari capodopere ale artei tactice.                                                           |
| 214 î.Hr.      | Agrigentum          | |
| 212 î.Hr.      | Beneventum          | Legiunile conduse de Tiberius Gracchus înving forțele lui Hanno (fiul lui Bomlicar) |
| 214- 212 î.Hr. | Siracuza            | Forțele romane conduse de Marcellus opresc asediul care cuprind invențiile lui Arhimede. |
| 208 î.Hr.      | Baecula             | Romanii din Spania, conduse de Publius Cornelius Scipio cel Tânăr îl înving pe Hasdrubal Barca |
| 204 î.Hr.      | Utica               | Scipio Africanul luptă cu cartaginezii și numidienii; lupta se încheie indecis. |
| 204 î.Hr.      | Crotona             | Hannibal luptă împotriva generalului roman Sempronius în sudul Italiei. |
| 202 î.Hr.      | Zama                | Scipio Africanul Major îl învinge decisiv pe Hannibal, în Africa de Nord. Se încheie cel de-al doilea război punic |
| 197 î.Hr.      | Cynocephales        | Romanii sub generalul Flamininus îl înving decisiv pe Filip V macedoneanul, în Tesalia |
| 190 î.Hr.      | Magnesia            | (lângă Smirna). Romanii sub Lucius Cornelius Scipio și fratele lui Scipio Africanul major îl înving pe Antioh III cel Mare, în victoria decisivă a războiului.                                                                             |
| 146 î.Hr.      | Cartagena           | Scipio Africanul minor capturează și distruge Cartageina, care încheie al treilea război punic |
| 134 î.Hr.      | Numantia            | Forțele romane sub Scipio Aemilianus înving Celtiberienii și le cuceresc orașul capitală |
| 102 î.Hr.      | Aquae Sextiae       | Romanii sub Gaius Marius îi înving pe barbari. |
| 101 î.Hr.      | Vercellae           | Romanii sub Marius îi înving pe cimbri, care sunt complet anihilați. |
| 86 î.Hr.       | Cheroneea           | Forțele romane conduse de Lucius Cornelius Sulla înving forțele pontice ale lui Archelaus în primul război Mithridatic |
| 85 î.Hr.       | Orchomene           | Sulla îl învinge din nou pe Archelaus în bătălia decisivă |
| 83 î.Hr.       | Porta Collina       | Sulla îi învinge pe samniți aliați ai Partidului Popular la Roma, în bătălia decisivă a războiului civil. |
| 75 î.Hr.       | Xucar               | |
| 71 î.Hr.       | Raul Siler          | Forțele romane conduse de Marcus Licinius Crassus zdrobesc revolta sclavilor condusă de Spartacus. Se încheie al treilea război Servill.                                                                                                   |
| 66 î.Hr.       | Lycus               | Pompei cel Mare îl învinge decisiv pe Mitridate VI, care încheie efectiv al treilea război Mithridatic |
| 62 î.Hr.       | Pistorium           | Forțele conspiratorului Catilina sunt învinse de armatele romane sub Gaius Antonius. |
| 58 î.Hr.       | Besancon            | |
| 58 î.Hr.       | Bibracte            | Cezar îi învinge pe helveti. |
| 53 î.Hr.       | Carrhae             | Triumvirul Crassus este învins și ucis de către parți |
| 52 î.Hr.       | Gergovia            | Cezar este învins de liderul galic Vercingetorix. Asediul asupra cetății Gergovia eșuează |
| 52 î.Hr.       | Alesia              | Cezar îl învinge pe Vercingetorix în asediul asupra fortăreței. Galia Transalpine este cucerită. |
| 48 î.Hr.       | Dyrrhachium         | Cezar a evitat o înfrângere catastrofală la Pompei, în Macedonia. |
| 48 î.Hr.       | Pharsalos           | Iulius Caesar îl învinge decisiv pe Pompei, care fuge în Egipt |
| 47 î.Hr.       | Alexandria          | Ptolemeu al XIII-lea începe un asediu asupra Alexandriei pentru a-i învinge pe Cezar și Cleopatra VII. După bătălia de pe Nil, Ptolemeu este ucis.                                                                                         |
| 47 î.Hr.       | Zela                | Cezar îl învinge pe Pharnaces II al Pontului. Aceasta este lupta în care s-a spus celebra frază: Veni, vidi, vici („am venit, am văzut, am învins”).                                                                                       |
| 46 î.Hr.       | Thapsus             | Cezar învinge armata pompeiană condusă de Metellus Scipio în Africa de Nord. |
| 45 î.Hr.       | Munda               | În ultima sa victorie, Cezar învinge forțele pompeiane conduse de Titus Labienus și Pompei Gnaeus cel tânăr, în Spania. Labienus este ucis în luptă și Pompei cel Tânăr este capturat și executat.                                         |
| 42 î.Hr.       | Philippi            | În prima bătălie, Marc Antoniu învinge armata lui Cassius, în timp ce Brutus învinge armata lui Octavian. Cassius se sinucide. În a doua bătălie, Marc Antoniu și Octavian înving forțele Liberatorilor definitiv, iar Brutus se sinucide. |
| 31 î.Hr.       | Actium              | Octavian îi învinge decisiv pe Antoniu și Cleopatra într-o bătălie navală în apropierea Greciei. Un an mai târziu, va asedia Alexandria. Antoniu și Cleopatra se sinucid.                                                                  |

### 1 - 500
| An  | Bătălie                                      | Rezumat |
| --- | -------------------------------------------- | --- |
| 9   | Bătălia din Pădurea Teutoburgică             | Căpetenia germană Arminius anihilează trei legiuni romane sub comanda generalului Publius Quinctilius Varus; este considerată ca una dintre cele mai mari înfrângeri din istoria militară romană.                      |
| 16  | Bătălia de la râul Weser                     | Legiunile de sub comanda lui Germanicus înfrâng triburile germane ale lui Arminius |
| 23  | Bătălia de la Kunyang                        | După 2 luni de asediu, 9.000 de insurgenți sub comanda lui Liu Xiu înving 450.000 de trupe conduse de Wang Mang. Dinastia Han este restaurată.                                                                         |
| 43  | Bătălia de la Medway                         | Claudius și generalul Aulus Plautius înfrâng o confederație a triburilor celtice. Momentul marchează începutul invaziei romane asupra Britanniei.                                                                      |
| 49  | Asediul asupra Uspe                          | Auxiliarii romani sub comanda lui Julius Aquila și a regelui Cotys, asediază trupele rebele ale lui Siraces și Mithridates.                                                                                            |
| 50  | Bătălia de la Caer Caradoc                   | Căpetenia bretonă Caratacus este înfrântă și capturată de către romanii sub comanda lui Ostorius Scapula. |
| 58  | Jefuirea Artaxatei                           | Jefuirea Artaxatei de către Gnaeus Domitius Corbulo, în cadrul războiului dintre romani și parți pentru stăpânirea asupra Armeniei.                                                                                    |
| 59  | Capturarea Tigranocerta                      | Gnaeus Domitius Corbulo capturează Tigranocerta. |
| 60  | Bătălia de la Camulodunum                    | Regina Boudica a Britanniei începe răscoala antiromană prin capturarea și jefuirea Camulodunum (astăzi, Colchester), după care se deplasează către Londinium (Londra).                                                 |
| 61  | Bătălia de la Watling Street                 | Regina bretonă Boudica este înfrântă de către Suetonius Paullinus. |
| 62  | Bătălia de la Rhandeia                       | Romanii, sub comanda lui Lucius Caesennius Paetus, sunt învinși de o armată a parților și armenilor sub comanda regelui part Tiridates.                                                                                |
| 66  | Bătălia de la Beth Horon                     | Forțele iudeilor conduse de Eleazar ben Simon înfrâng o forță expediționară romană Cestius Gallus, guvernator al Siriei.                                                                                               |
| 67  | Asediul de la Yodfat                         | Trupele romane conduse de Vespasianus și Titus jefuiesc Yodfat după 47 zile. |
| 67  | Asediul de la Gamla                          | |
| 69  | Bătălia de la Forum Julii                    | Forțele fidele împăratului Otto înfrâng un mic grup de auxiliari partizani ai lui Vitellius în Gallia Narbonensis. |
| 69  | 14 Aprilie, Bătălia de la Bedriacum          | Vitellius, comandantul armatelor de peste Rhin, îl învinge pe împăratul roman Otho și preia tronul |
| 69  | 24 Octombrie, A doua bătălie de la Bedriacum | Forțele conduse de Antonius Primus, comandantul armatelor de peste Dunăre, loial lui Vespasian, învinge forțele conduse de împăratul Vitellius.                                                                        |
| 69  | Bătălia de la Locus Castrorum                | Armatele conduse de Otho și Vitellius se ciocnesc în nordul Italiei, victorie obținută de forțele lui Otho |
| 70  | Asediul Ierusalimului                        | Titus asediază Ierusalimul pentru 7 luni, ucigând zeci de mii de evrei și distruge cel de-al doilea Templu din Ierusalim                                                                                               |
| 71  | Bătălia de la Stanwick                       | Forțele romane îi înving pe Brigantini. |
| 73  | Bătălia de la Yiwulu                         | Expediția împotriva lui Xiongnu, încheiată cu victoria Dinastiei Han |
| 84  | Bătălia de la Mons Graupius                  | Romanii conduși de Agricola îi înving pe Caledonieni. |
| 87  | Prima Bătălie de la Tapae                    | Forțele romane conduse de Cornelius Fuscus împotriva dacilor. Regele Decebal al dacilor zdrobește armata romană la Tapae (astăzi în Transilvania); generalul Cornelius Fuscus moare în bătălie.                        |
| 88  | Bătălia de la Tapae                          | Romanii, conduși de generalul Tettius Iulianus, revin și obțin o victorie asupra dacilor pe același câmp de luptă, la Tapae, dar ofensiva romană este oprită și un tratat de pace este încheiat între cele două părți. |
| 89  | Bătălia de la Ikh Bayan                      | Expediția împotriva lui Xiongnu, încheiată cu victoria Dinastiei Han și sunt luați prizonieri |
| 101 | A Doua Bătălie de la Tapae                   | Prima victorie a împăratului Traian împotriva lui Decebal. |
| 102 | Bătălia de la Adamclisi                      | Traian îi învinge pe daci, roxolani și bastarni |
| 106 | Bătălia de la Sarmizegetusa                  | Traian asediază și cucerește cetatea Sarmizegetusa Regia |
| 165 | Bătălia de la Ctesiphon                      | Romanii conduși de Avidius Cassius îi înving pe parți, slăbindu-le imperiul. |
| 190 | Bătălia de la Xingyang                       | Dong Zhuo îl învinge pe Cao Cao |
| 191 | Bătălia de la Jieqiao                        | Infanteria lui Yuan Shao învinge cavaleria condusă de Gongsun Zan |
| 191 | Bătălia de la Yangcheng                      | Yuan Shao a fost înfrant de Sun Jian |
| 191 | Bătălia de la Xiangyang                      | Liu Biao îl învinge pe Sun Jian |
| 193 | Bătălia de la Cyzicus                        | Septimius Severus, noul împărat, îl învinge pe rivalul său răsăritean, Pescennius Niger |
| 193 | Bătălia de la Nicaea                         | Severus își învinge din nou rivalul |
| 193 | Bătălia de la Fengqiu                        | Cao Cao îl învinge pe Yuan Shu |
| 194 | Bătălia de la Issus                          | Severus îl învinge pe Niger pentru ultima dată |
| 194 | Bătălia din provincia Yan                    | Cao Cao și Lü Bu luptă pentru controlul regiunii |
| 197 | Bătălia de la Lugdunum                       | Septimius Severus își ucide rivalul, Clodius Albinus, preluând un control suprem asupra imperiului |
| 197 | Bătălia de la Wancheng                       | Cao Cao fuge după atacul condus de Zhang Xiu |
| 198 | Bătălia de la Ctesiphon                      | Septimius Severus cucerește capitala Imperiului Parthian, ceea ce duce la apariția sasanizilor |
| 198 | Bătălia de la Xiapi                          | Cao Cao și Liu Bei înving forțele lui Lü Bu |
| 199 | Bătălia de la Yijing                         | Forțele lui Yuan Shao înving forțele lui Gongsun Zan |
| 200 | Bătălia de la Guandu                         | Cao Cao îl învinge pe Yuan Shao și preia controlul asupra teritoriilor din nordul Chinei |
| 202 | Batalia de la Bowang                         | Liu Bei îl învinge pe Xiahou Dun |
| 208 | Batalia de la Xiakou                         | Sun Quan îl învinge pe Huang Zu |
| 208 | Batalia de la Changban                       | Cavaleria lui Cao Cao surprind forțele lui Liu Bei |
| 208 | Batalia de la Xiakou                         | Sun Quan și Liu Bei îl înving pe Cao Cao. |
| 208 | Bătălia de la Stâncile Roșii                 | Războiul celor Trei Regate |
| 208 | Batalia de la Yiling                         | Sun Quan îl învinge pe Cao Cao |
| 209 | Batalia de la Jiangling                      | Sun Quan și Liu Bei îl înving pe Cao Cao |
| 211 | Batalia de la Pasajul Tong                   | Cao Cao îl învinge pe Ma Chao |
| 213 | Asediul de la Jicheng                        | Ma Chao obține victoria împotriva lui Cao Cao |
| 213 | Batalia de la Lucheng                        | Yang Fu îl învinge pe Ma Chao |
| 215 | Batalia de la Yangping                       | Cao Cao obține victoria împotriva lui Zhang Lu |
| 215 | Batalia de la Baxi                           | |
| 217 | Batalia de la Nisibis (217)                  | Forțele Imperiului Parthian comandante de Artabanus IV înving trupele împăratului roman Macrinus în sudul Turciei, încheindu-se cu o retragere romană                                                                  |
| 217 | Batalia de la Ruxukou                        | Sun Quan îl învinge pe Cao Cao |
| 218 | Batalia de la Antioch                        | Elagabalus îl învinge pe împăratul Macrinus pentru a obține tronul Romei |
| 219 | Batalia de la Muntele Dingjun                | Liu Bei îl învinge pe Cao Cao |
| 219 | Batalia de la Raul Han                       | Liu Bei îl învinge pe Cao Cao |
| 219 | Batalia de la Fancheng                       | Cao Ren îl învinge pe Guan Yu |
| 222 | Batalia de la Xiaoting                       | Liu Bei invadează estul regiunii Wu |
| 224 | Batalia de la Hormizdegan                    | Sasanizii îi înving pe parți și îl ucid pe regele Artabanus IV. Controlul Imperiului Parthian asupra Orientului mijlociu se sfârșește                                                                                  |
| 228 | Batalia de la Xincheng                       | Sima Yi îl învinge pe Meng Da |
| 228 | Batalia de la Tianshui                       | Shu îl învinge pe Wei |
| 228 | Batalia de la Jieting                        | Expediția din nord condusă de Zhuge Liang |
| 228 | Batalia de la Shiting                        | Wu îl învinge pe Wei |
| 229 | Asediul de la Chencang                       | Wei îl învinge pe Shu |
| 234 | Batalia de la campia Wuzhang                 | Expediția condusă de Zhuge Liang se sfârșește |
| 238 | Batalia de la Cartagina                      | Trupele loiale împăratului Maximinus Tracul îl ucid pe uzurpatorul Gordian II. |
| 243 | Batalia de la Resaena                        | Gordian III îl învinge pe Shapur I al Persiei, dar este ucis înainte de sărbătorirea victoriei |
| 244 | Batalia de la Misiche                        | Sasanizii îl ucid pe Gordian III |
| 244 | Batalia de la Xingshi                        | Shu îl învinge pe Wei. |
| 250 | Batalia de la Philippopolis                  | Regele Cuiva al goților învinge trupele romane |
| 251 | Batalia de la Abrittus                       | Goții îl ucid pe împăratul roman Traian Decius |
| 253 | Batalia de la Barbalissos                    | Sasanizii sub comanda regelui Shapur I îl învinge pe împăratul roman Valerianus la Antioch. |
| 255 | Batalia de la Didao                          | Wei îl învinge pe Shu. |
| 259 | Batalia de la Edessa                         | Regele Shapur I al Persiei îl capturează pe Împăratul Roman, Valerianus |
| 259 | Batalia de la Mediolanum                     | Imparatul Gallienus îi învinge pe alemani după invazia asupra nordului Italiei |
| 267 | Batalia de la Thermopylae                    | Romanii eșuează în a se apăra împotriva invaziei Herulice din Balcani |
| 268 | Batalia de la Lacul Benacus                  | Romanii conduși de Claudius II îi înving pe alemani |
| 269 | Batalia de la Naissus                        | Claudius II îi învinge pe goți și primește titulatura de Gothicus |
| 271 | Batalia de la Placentia                      | Împăratul roman Aurelian este învins de alemani |
| 271 | Batalia de la Fano                           | Aurelian îi învinge pe alemanii care invadaseră nordul Italiei |
| 271 | Batalia de la Pavia                          | Aurelian distruge armatele retrase ale alemanilor |
| 272 | Batalia de la Immae                          | Aurelian învinge armatele lui Zenobia din Palmyra. |
| 272 | Batalia de la Emesa                          | Aurelian o învinge pe Zenobia |
| 274 | Batalia de la Châlons                        | Aurelian îl învinge pe uzurpatorul galic Tetricus, și restabilește controlul asupra întregului imperiu |
| 285 | Bătălia de la Margus                         | Uzurpatorul Diocletian învinge armatele împăratului Carinus, pe care îl ucide |
| 296 | Bătălia de la Callinicum                     | Romanii conduși de Galerius sunt învinși de persii conduși de Narseh. |
| 298 | Bătălia de la Satala                         | Romanii conduși de Galerius înving perșii conduși de Narseh într-o contraofensivă. |
| 298 | Bătălia de la Lingones                       | Constantius Chlorus îi învinge pe alemani. |
| 298 | Bătălia de la Vindonissa                     | Constantius îi învinge din nou pe alemani. |
| 312 | Turin                                        | Constantin I învinge forțele loiale lui Maxentiu. |
| 312 | Verona                                       | Constantin îl învinge pe Maxentiu. |
| 312 | Bătălia de la Podul Milvius                  | Constantin îl învinge pe Maxentiu și preia controlul în Italia. |
| 313 | Tzirallum                                    | În partea estică a imperiului, Licinius îl învinge pe Maximinus Daia. |
| 314 | Cibalae                                      | Constantin îl învinge pe Licinius. |
| 316 | Mardia                                       | Constantin îl învinge din nou pe Licinius, care a cedat Illyricum lui Constantin. |
| 324 | Bătălia de la Adrianople                     | Constantin îl învinge pe Licinius, care se refugiază spre Byzantium. |
| 324 | Hellespont                                   | Flavius Julius Crispus, fiul lui Constantin, înfrânge forțele navale ale lui Licinius |
| 324 | Chrysopolis                                  | Constantin îl învinge decisiv pe Licinius, și își stabilește controlul suprem asupra întregului imperiu. |
| 344 | Singara                                      | Impăratul Constantius II învinge forțele de asediu conduse de regele persan, Shapur II. |
| 351 | Mursa Major                                  | Constantius II îl învinge pe uzurpatorul Magnentius. |
| 353 | Muntele Seleucus                             | Înfrângerea finală a lui Magnentius de către Constantius II |
| 356 | Asediul de la Autun                          | Autun este asediat de alemani. Iulian Apostolul înfrânge asediul. |
| 356 | Durocortorum                                 | Iulian Apostolul este învins de alemani. |
| 356 | Brumath                                      | Romanii conduși de Iulian Apostolul nimicesc o tabără germanică. |
| 356 | Asediul de la Senonae                        | Asediul germanilor eșuează după intervenția lui Iulian Apostolul. |
| 357 | Strasbourg                                   | Julian îi expediază pe Alamanni spre Rhineland. |
| 359 | Amida                                        | Imperiul Sasanid capturează orașul roman Amida. |
| 363 | Ctesiphon                                    | Julian îl învinge pe Shapur II în afara zidurilor capitalei persane, dar orașul nu l-a putut să-l preia. |
| 363 | Samarra                                      | Iulian îi învinge pe Sassanizi, dar este ucis în luptă. Bătălia este încheiată cu pierderi majore și un tratat de pace forțat.                                                                                         |
| 366 | Thyatria                                     | Romanii conduși de Valens îl înving pe uzurpatorul Procopius. |
| 367 | Solicinium                                   | Romanii conduși de Valentinian I înving incursiunea alemanilor. |
| 373 | Raul Tanais                                  | Hunii îi înving pe alani lângă Don. |
| 377 | Willows                                      | Romanii se luptă cu goții. |
| 378 | Argentovaria                                 | Gratianus îi învinge pe alemani. |
| 378 | Bătălia de la Adrianopol                     | Goții Thervingi, la comanda lui Fritigern, îl înving și îl ucid pe împăratul Valens. |
| 380 | Thessalonica                                 | Goții conduși de Fritigern înving armata romană condusă de Theodosius I. |
| 383 | Feishui                                      | Fu Jiān este învins de comandantul Jin Xie An. Regatul Qin, aflat în formare, a intrat în colaps. |
| 388 | Raul Sava                                    | Theodosius I îl învinge pe uzurpatorul Magnus Maximus. |
| 394 | Frigidus                                     | Împăratul roman creștin Theodosius I învinge ultimele grupări păgâne conduse de uzurpatorul Eugenius și generalul franc Arbogast.                                                                                      |
| 395 | Panta Canhe                                  | Yan invadează regiunea Wei; Yan este învins. |
| 402 | Pollentia                                    | Romanii conduși de Flavius Stilicho îi înving pe vizigoți conduși de Alaric I, pe teritoriul lor |
| 403 | Verona                                       | Stilicho îi învinge pe vizigoți |
| 405 | Faesulae                                     | Stilicho îi învinge pe vandali conduși de Radagaisus. |
| 406 | Mainz                                        | Vandalii, suevii și alanii înving Federația Franca |
| 410 | Jefuirea Romei                               | Roma este jefuită de vizigoții conduși de Alaric. |
| 425 |                                              | Flavius Aetius îi învinge pe vizigoții conduși de Theodoric I. |
| 432 | Ravenna                                      | Flavius Aetius își învinge și ucide rivalul, Contele Boniface |
| 436 | Narbonne                                     | Aëtius îi învinge pe vizigoți din nou |
| 447 | Utus                                         | Bătălie indecisă între hunii conduși de Attila și forțele romane în teritoriul Bulgariei de azi |
| 451 | Avarayr                                      | Forțele lui Yazdegerd II îi anihilează pe creștinii rebeli din Armenia conduși de Sfântul Vartan. |
| 451 | Bătălia de la Châlons                        | În alianță cu Teodoric I, Flavius Aetius îl învinge pe Attila Hunul. Regele vizigoților este ucis în luptă. |
| 452 | Anexarea orașului Aquileia                   | Aquileia este devastată de huni |
| 454 | Nedao                                        | Triburile germanice, ostrogoții și gepizii opresc expansiunea hunilor |
| 455 | Aylesford                                    | Bătălia dintre anglo-saxoni și britanici, victorie incertă |
| 455 | Jefuirea Romei                               | Vandalii jefuiesc Roma condusăa de împăratul Petronius Maximus pentru 14 zile |
| 456 | Campi Canini                                 | Generalul roman Majorian oprește invazia alemanilor în Italia |
| 456 | Urbicas                                      | Theodoric II, regele vizigoților, îi învinge pe Suevi și cucerește Spania |
| 458 | Arelate                                      | Imparatul Majorian, cu suportul lui Aegidius și Nepotianus, îi învinge pe vizigoți la Arelate |
| 461 | Cartagena                                    | Flota vizigotă distrusă de flota romană |
| 466 | Wippedesfleot                                | Saxonii conduși de Hengest se luptă cu britonii, victorie incertă |
| 485 | Mercredesburne                               | Anglo-saxonii conduși de Aelle îi înving pe bretoni. |
| 486 | Soissons                                     | Clovis I îl învinge pe Syagrius și preia domeniul Soissons. |
| 489 | Isonzo                                       | Odoacru luptă cu ostrogoții conduși de Theodoric cel Mare și este învins. |
| 489 | Adige                                        | Odoacru este învins din nou lângă Verona. |
| 490 | Ravenna                                      | Odoacru rezistă în fața blocadei navale desfășurată de Theodoric asupra Ravenei. În cele din urmă, în urma negocierilor dure, Odoacru se predă și este ucis.                                                           |
| 492 | Cotyaeum                                     | Imperiul Bizantin condus de Ioan Scitul îi învinge pe isaurienii conduși de Longinus din Cardala. |
| 496 | Tolbiac                                      | Francii conduși de Clovis I îi învinge pe alemani și le ucide regele. |
| 500 | Mons Badonicus                               | Bretonii/Britanicii conduși de regele legendar Arthur îi înving pe anglo-saxoni într-o bătălie decisivă. Anglo-saxonii pierd controlul asupra multor teritorii din Anglia.                                             |